# 雲にのりたい
「雲にのりたい」（くもにのりたい）は、黛ジュンの楽曲で、7枚目のシングルである。1969年6月1日に発売。
雑誌『平凡』の募集当選歌。同曲のヒットで黛は、同年末の『第20回NHK紅白歌合戦』へ3年連続3回目の出場を果たした。

## 収録曲
- 両楽曲共に、作曲・編曲：鈴木邦彦

1. 雲にのりたい（2分55秒）
作詞：大石良蔵（補作詞：なかにし礼）
2. 愛がほしいの（2分51秒）
作詞：なかにし礼

## 長山洋子によるカバー
- アイドル歌手時代の1986年5月1日に7枚目のシングルとして発売。TBS系ドラマ『花嫁人形は眠らない』の主題歌に起用された[1]。

- TBS系列で放送された音楽番組『ザ・ベストテン』の「今週のスポットライト」（1986年5月29日）で初出演を果たす。

- 楽曲について、長山本人はこのようにコメントしている。

「黛ジュンさんの大ヒット曲のリバイバル・ナンバー。とはいっても黛さんのヒットの頃私はまだ1才。まったく新しい曲を歌う、という感じでした。逆に詩の透明さが新鮮で、歌いながら涙ぐんだりしたこともありました。難しかったのは、歌い出しとサビ後のテンポ。オケと合わせるのに苦労しました。そうそう、このレコーディングは高校を卒業する直前だったの。制服のままスタジオに行って、待ち時間に宿題なんかしてました。」 ―― ベスト・アルバム『New Yoko Times』(ニューヨーコ・タイムス) のライナーノートより。

## 収録曲
1. 雲にのりたい
  - 作詞：大石良蔵 / 作曲：鈴木邦彦 / 編曲：大谷和夫
2. FLY ME AGAIN
  - 作詞：高埜秀一 / 作曲・編曲：水沢朱里

## その他のカバー
| アーティスト | 収録作品                                         | 発売日       | 備考         |
| 雲にのりたい | 雲にのりたい                                     | 雲にのりたい | 雲にのりたい |
| ------------ | ------------------------------------------------ | ------------ | ------------ |
| 桑田佳祐     | 映像作品『平成三十年度! 第三回ひとり紅白歌合戦』 | 2019年6月5日 |              |